# 第一洛佐沃耶农村居民点
第一洛佐沃耶农村居民点（俄语：Лозовское 1-е сельское поселение）是俄罗斯联邦沃罗涅日州上马蒙区所属的一个农村居民点。其下辖有1个居民点，行政中心为洛佐沃耶。据2016年统计，该农村居民点的人口为1747人。